# بين فيريرا
بين فيريرا هو متزلج فني كندي، ولد في 5 أبريل 1979 في فانكوفر في كندا.

## وصلات خارجية
- بين فيريرا على موقع الاتحاد الدولي للتزلج (الإنجليزية)